# Spectacular Spider-Man
The Spectacular Spider-Man è il nome di varie serie a fumetti tutte incentrate sul personaggio dell'Uomo Ragno pubblicate negli Stati Uniti dalla Marvel Comics a partire dal 1968: la prima nel 1968 per soli due numeri, la seconda dal 1976 al 1998, la terza dal 2003 al 2005 e la quarta dal 2017.

## Storia editoriale

### The Spectacular Spider-Man(1968)
La prima serie a fumetti con questo titolo esordì nelle edicole nel 1968. Stan Lee, direttore editoriale e autore delle storie dell'Uomo Ragno pubblicate su The Amazing Spider-Man, decise di proporre una nuova rivista con l'Uomo Ragno dal formato più grande (24x28 cm) e con un maggior numero di pagine (52 o 64) rispetto al consueto formato dei comic book (17x26 cm per 32 pagine). Nelle intenzioni di Lee avrebbe dovuto essere un prodotto con contenuti più adulti rispetto allo standard di quello comunemente pubblicato all'epoca. Questa serie chiuse dopo solo due numeri a causa di uno scarso riscontro nelle vendite. Il primo numero presentava due storie: la prima illustrata da John Romita Sr. dal titolo di "Lo! This Monster" mentre la seconda era una rivisitazione delle origini del personaggio intitolata "In The Beginning" e disegnata da Larry Lieber. Sul secondo e ultimo numero venne pubblicata una sola storia dal titolo "Goblin vive!" sempre disegnata da Romita Sr. su testi dello stesso.

### Peter Parker, The Spectacular Spider-Man/The Spectacular Spider-Man(1976-1998)
Nel dicembre 1976 incominciò a essere pubblicata una nuova serie che riprendeva la vecchia titolazione quando Roy Thomas decide di affiancarlo ad Amazing Spider-Man e a Marvel Team-Up. Dal n° 134 la testata divenne semplicemente The Spectacular Spider-Man.
Il team creativo era composto da Gerry Conway e Archie Goodwin ai testi e inizialmente Sal Buscema come disegnatore principale. A questi autori si affiancarono anche Frank Miller, Mike Zeck, Roger Stern, Rick Leonardi, Peter David, Ann Nocenti, J.M. DeMatteis, Bill Sienkiewicz, John Byrne.
Questa serie venne pubblicata fino a novembre 1998 quando chiuse dopo 263 numeri e 14 speciali annuali (Annual) e uno speciale nel 1995 (Super Special).

### The Spectacular Spider-Man(2003-2005)
Nel 2003 ci fu il rilancio della testata che venne pubblicata per due anni stampando 27 numeri e alcuni speciali. Il rilancio avviene con la supervione di Axel Alonso, ex-supervisore Vertigo con una periodicità atipica di 18 numeri all'anno realizzati dall'iniziale team creativo formato dallo scrittore Paul Jenkins e dai disegnatori Humberto Ramos e Damion Scott. Come già le sue precedenti incarnazioni, anche questa nuova serie ha l'obiettivo di presentare i nemici più famosi e bizzarri dell'Uomo Ragno, nonché di puntare l'attenzione su Peter Parker e i comprimari meno sfruttati nella serie principale.
Nel 2011 è stato pubblicato lo speciale Spectacular Spider-Man #1000 contenente un crossover con il Punitore.

### Peter Parker, The Spectacular Spider Man(dal 2017)
Ad agosto 2017 ha esordito una quarta serie. Scritta da Chip Zdarsky e disegnata da Adam Kubert, la serie a detta dell'autore avrà un taglio più personale e si focalizzerà sulla vita del personaggio nella sua New York a differenza di storie recenti che hanno visto il personaggio vivere avventure più globali.

## Edizione italiana
In Italia la prima serie del 1968 venne pubblicata all'interno della collana Uomo Ragno dedicata al personaggio dall'Editoriale Corno negli anni settanta dove venne pubblicata inizialmente anche la seconda serie fino a dicembre 1980 quando dal 1981 incominciò a venir pubblicata sulla collana il Settimanale dell'Uomo Ragno. Nel 1982 dopo la chiusura del Settimanale l'editoriale Corno pubblicò una nuova collana chiamata semplicemente L'Uomo Ragno che continuò la pubblicazione della serie fino al dicembre 1983 con il n° 54. Con la chiusura dell'Editoriale Corno il personaggio venne ripreso dall'editrice Star Comics che continuò a pubblicare la serie da dove era stata interrotta nella sua collana L'Uomo Ragno esordita nel 1987. Alla Star Comics subentrò poi nel 1994 la Marvel Italia che continuò la pubblicazione della collana del precedente editore portando a compimento la pubblicazione di tutta la serie di Spectular Spider Man fino al n°263 con la quale la serie americana si era interrotta. Altre storie rimaste inedite vennero pubblicate sempre dalla Marvel Italia negli anni novanta nella collana For Fans Only e nella collana Uomo Ragno Classic.
La terza serie del 2003 è stata pubblicata interamente nella collana Uomo Ragno edita sempre dalla Marvel Italia a partire dal n°383 del 2004.